# Asselborn (Wintger)
Asselborn (luxemburgisch Aasselbuerⓘ) ist eine Ortschaft in der Gemeinde Wintger, Kanton Clerf im Großherzogtum Luxemburg.

## Lage
Asselborn liegt auf einem Plateau des Ösling auf einer Höhe von rund 470 m. Nachbarorte sind Biwisch und Ulflingen im Norden, Sassel im Osten, Rümlingen im Süden und Weiler im Westen. Zum Ort gehört die im Tal des Tretterbachs gelegene Asselborner Mühle.

## Geschichte und Allgemeines
In Asselborn bestand eine wichtige Poststation, die erstmals 1563 erwähnt wurde. Bis 1925 gehörte Biwisch zur Gemeinde Asselborn, wurde aber dann nach Ulflingen umgemeindet. Zum 1. Januar 1978 wurde die Gemeinde Asselborn aufgelöst und nach Wintger eingemeindet. Kirchlicherseits war Asselborn noch bis zum 7. Mai 2017 eine eigenständige Pfarrei, wurde aber dann mit den anderen Pfarreien der Gemeinde Wintger zur Großpfarre Heilige Familie Wintger fusioniert.
Sehenswert sind die kath. Kirche St. Peter und Paul, die alte Post und der Wasserturm.